# دهستان کاکی
کاکی، دهستانی است از توابع بخش کاکی شهرستان دشتی در استان بوشهر ایران.اکثریت این دهستان و بخش از ایل کاکاوند و در زمان افشاریه،زندیه، به این منطقه آورده شده اند برای حفظ سر حدات جنوبی کشور بوده است.

## جمعیت
براساس سرشماری سال ۱۳۸۵ جمعیت آن ۲٬۶۶۴ نفر (۵۳۰ خانوار) بوده‌است.